# (9954) Brachiosaure
(9954) Brachiosaure, désignation internationale (9954) Brachiosaurus, est un astéroïde de la ceinture principale.

## Description
(9954) Brachiosaure est un astéroïde de la ceinture principale. Il fut découvert par Eric Walter Elst le 8 avril 1991 à l'observatoire de La Silla. Il présente une orbite caractérisée par un demi-grand axe de 2,758 UA, une excentricité de 0,132 et une inclinaison de 9,08° par rapport à l'écliptique.
Il fut nommé en hommage au brachiosaure, un dinosaure qui a vécu 161 à 145 millions d'années avant notre ère.

## Compléments